# Anthony Cornet
Anthony Cornet, né le 2 octobre 1974 à Angers, est un rameur et  barreur français licencié à Angers nautique aviron (1985-1995) puis à université Nantes aviron (1995-2005).

## Carrière
Il commence la pratique de l’aviron en 1985 au sein du club d'Angers Nautique et participe à ses premiers Championnats de France sénior en tant que barreur en 1988.
En 1990, il participe à ses premiers Championnats de France en tant que rameur en quatre de couple cadet. Et en 1991, il devient Champion de France en quatre de pointe sans barreur junior à Vichy avec ses coéquipiers Vincent Meslien, Arnaud Joly et Richard Stephan. En 1995, Il quitte Angers Nautique pour le club de l'Université Nantes Aviron et est médaillé aux Championnats de France Universitaire en huit de pointe ave barreur. En 1997, afin de se consacrer à ses études en STAPS, il continue l'aviron en tant que barreur et après avoir été médaillé aux Championnats de France Universitaire, il intègre l'équipe de France Universitaire d'aviron en juillet 1997. En septembre 1997, il rentre sur le pôle espoir à Nantes et poursuit sa carrière en équipe de France d'aviron. Il participe à ses premiers Championnats du Monde en 1998 et intègre le pôle France à Nantes en 1999. Il remporte la Coupe de France à deux reprises avec la Ligue d'Aviron des Pays de la Loire en 1999 et 2001 en huit de pointe avec barreur sénior.
En 2000, il décroche une médaille de bronze avec ses coéquipiers Vincent Maliszewski et Bernard Roche en deux de pointe avec barreur aux Championnats du Monde à Zagreb.

## Palmarès

### Championnats du Monde
- 1998 à Cologne,  Allemagne

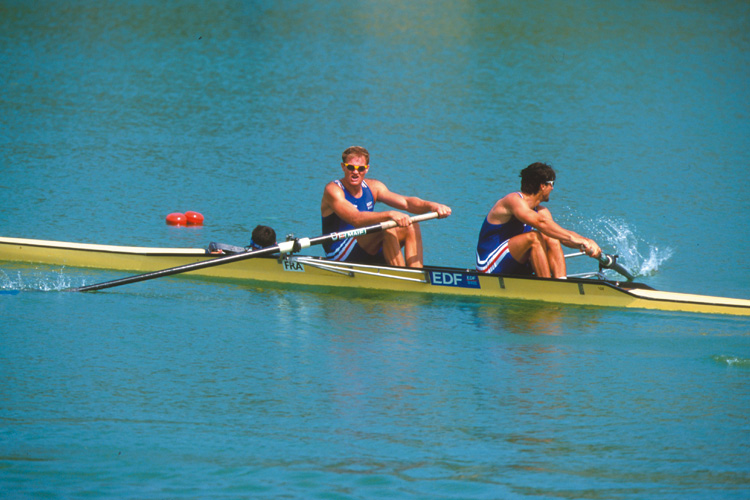
3e en 2+ aux championnats du monde 2000 à Zagreb

  - 10e en quatre de pointe avec barreur.
- 2000 à Zagreb,  Croatie
  -  Médaille de bronze en deux de pointe avec barreur[5].

### Régates Internationales
- Régate Royale de Henley 1998 à Henley,  Angleterre
  -  Médaille d'argent en quatre de pointe avec barreur.
- Défi à Huit 2000 à Paris,  France
  -  Médaille d'argent en huit de pointe avec barreur[6].
- 2001 à Essen,  Allemagne
  -  Médaille de bronze en huit de pointe avec barreur.

### Coupe de France
- 1990 à Bourges,  France
  - 5e en quatre de couple cadet (en tant que rameur).
- 1991 à Vaires-Sur-Marne,  France
  - 10e en huit de pointe avec barreur junior (en tant que rameur).
- 1992 à Bourges,  France
  - 7e en huit de pointe avec barreur junior (en tant que rameur).
- 1998 à Vichy,  France
  -  Médaille d'argent en huit de pointe avec barreur sénior.
- 1999 à Mâcon,  France
  -  Médaille d'or en huit de pointe avec barreur sénior.
- 2000 à Bourges,  France
  - 5e en huit de pointe avec barreur sénior.
- 2001 à Vichy,  France
  -  Médaille d'or en huit de pointe avec barreur sénior.
- 2002 à Vichy,  France
  -  Médaille d'argent en huit de pointe avec barreur sénior.

### Championnats de France
- 1988 à Vichy,  France
  - 6e en deux de pointe avec barreur sénior.
- 1990 à Mâcon,  France
  - Demi-finaliste en quatre de couple cadet (en tant que rameur).
- 1991 à Vichy,  France
  -  Médaille d'or en quatre de pointe sans barreur junior (en tant que rameur).
- 1991 à Tours,  France
  - Demi-finaliste en quatre de pointe avec barreur sénior (en tant que rameur).
- 1992 à Mâcon,  France
  - Repêchage en deux de couple junior (en tant que rameur).
- 1994 à Aiguebelette,  France
  - 16e en quatre de pointe sans barreur sénior (en tant que rameur).
- 1999 à Aiguebelette,  France
  - 12e en huit de pointe avec barreur sénior.
- 2000 à Vaires-Sur-Marne,  France
  - 20e en huit de pointe avec barreur sénior.
- 2001 à Bourges,  France
  - 13e en huit de pointe avec barreur sénior.

### Championnats de France Sprint
- 1997 à Mâcon,  France
  - 14e en huit de pointe avec barreur sénior (en tant que rameur).

### Championnats de France d'aviron de Mer
- 2001 à Brest,  France
  - 12e en quatre yole de mer avec barreur sénior.
  - 8e en quatre yole de mer femmes avec barreur sénior.

## Palmarès universitaire

### Championnats du Monde Universitaire
- 1998 à Zagreb,  Croatie
  - 5e en huit de pointe avec barreur.

### Régate Internationale Universitaire
- 1997 à Lucerne,  Suisse
  -  Médaille de bronze en huit de pointe avec barreur.

### Championnats de France Universitaire
- 1995 à Mimizan,  France
  -  Médaille de bronze en huit de pointe avec barreur (en tant que rameur).
- 1996 à Mantes-la-Jolie,  France
  - 10e en huit de pointe avec barreur (en tant que rameur).
- 1997 au Creusot,  France
  -  Médaille de bronze en huit de pointe avec barreur.
- 1998 à Charleville-Mézières,  France
  -  Médaille de bronze en huit de pointe avec barreur.
  - 5e en huit de pointe féminin avec barreur.
- 1999 à Brive-la-Gaillarde,  France
  -  Médaille d'argent en huit de pointe avec barreur.
- 2000 au Creusot,  France
  -  Médaille d'argent en huit de pointe avec barreur.

## Distinction
- Médaille de la jeunesse, des sports et de l'engagement associatif, argent